# Stefanos Kapino
Stefanos Kapino (gr. Στέφανος Καπίνο; ur. 18 marca 1994 w Atenach) – grecki piłkarz grający na pozycji bramkarza.

## Kariera klubowa
Karierę piłkarską Kapino rozpoczął w klubie Aetos Korydallou. Następnie podjął treningi w ateńskim Panathinaikosie. W 2011 roku został włączony przez trenera Jesualdo Ferreirę do kadry pierwszej drużyny. 17 września 2011 zadebiutował w greckiej ekstraklasie w zremisowanym 1:1 wyjazdowym meczu z Atromitosem, gdy w 5. minucie zmienił Simão po tym, jak czerwoną kartkę otrzymał bramkarz Orestis Karnezis. W 2023 zagrał cztery mecze dla Miedzi Legnica w Ekstraklasie.

## Kariera reprezentacyjna
W swojej karierze Kapino grał w reprezentacji Grecji U-17 i U-19. 15 listopada 2011, mając 17 lat i 241 dni, zadebiutował w dorosłej reprezentacji w przegranym 1:3 towarzyskim meczu z Rumunią, stając się najmłodszym w historii piłkarzem w drużynie narodowej Grecji.